# هری برتویا

بدون عنوان، مجموعۀ سیم‌های فولادی ضدزنگ در پایۀ بتنی با پیرایه‌های آلومینیومی، توسط: هری برتویا، ۱۹۶۵ میلادی، موزه و بوستان مجسمه هرش‌هورن (واشینگتن، دی. سی.)

هری برتویا (به ایتالیایی: Harry Bertoia)؛ (زادۀ ۱۰ مارس ۱۹۱۵ میلادی – درگذشتۀ ۶ نوامبر ۱۹۷۸ میلادی)، هنرمند ایتالیایی الاصل آمریکایی، مجسمه‌ساز هنر صوتی و طراح مبلمان مدرن بود.

## زندگی‌نامه
برتویا در سن لورنزو، پوردنونه، ایتالیا به دنیا آمد. هری در سن ۱۵ سالگی، فرصتی برای نقل مکان به دیترویت را یافت، او تصمیم به سفر و ماجراجویی در آمریکا گرفت و همراه با برادر بزرگترش اورسته، آغاز به زندگی در آمریکا کردند. پس از یادگیری زبان انگلیسی و برنامۀ زمانی اتوبوس‌ها، او در هنرستان فنی کَس ثبت نام کرد و در آنجا هنر و طراحی خواند و در حدود ۱۹۳۶–۱۹۳۰ میلادی مهارت ساخت جواهرات دست‌ساز را آموخت. در آن زمان، سه معلم جواهرات و فلزات، لوئیز گرین، مری دیویس و گرتا پک وجود داشتند. در سال ۱۹۳۶ میلادی در مدرسۀ هنر انجمن هنر و صنایع دستی دیترویت که اکنون به عنوان کالج مطالعات خلاقانه شناخته می‌شود، شرکت کرد. سال بعد در سال ۱۹۳۷ میلادی او بورسیهٔ تحصیلی برای تحصیل در آکادمی هنر کرنبروک دریافت کرد، جایی که برای اولین بار با والتر گروپیوس، ادموند ان. بیکن، ری و چارلز ایمز و فلورنس نول روبرو شد.
در سال ۲۰۱۹ میلادی، بنیاد هری برتویا یک پروژهٔ مستدل فهرست‌نامه را راه‌اندازی کرد که به دنبال مستندسازی و تحقیق در مورد فعالیت‌های هنری متنوع و گستردۀ این هنرمند است. هدف ارائه یک پیشینه و منبع جامع از آثار برتویا است و شامل نقاشی، گرافیک (شامل مونوتایپ‌ها)، مبلمان، جواهرات، فلزکاری، ضبط صدا و مجسمه‌سازی او خواهد بود. یک پروژه در حال انجام، فهرست‌نامهٔ مستدل هری برتویا به صورت برخط در دسترس خواهد بود، به صورت مرحله‌ای منتشر می‌شود و به‌طور منظم به روز می‌شود تا تحقیقات در حال انجام را منعکس کند. این برای محققان، مربیان، مجموعه‌داران، متخصصان هنر، و هر عضوی از مردم که مایل به دستیابی به درک عمیق‌تر از کار برتویا هستند، قابل دسترسی خواهد بود.

## مجسمه های صدادار
در اواسط دهه 1950، صندلی‌هایی که نول تولید می‌کرد، به قدری خوب فروخته می‌شد که قرارداد پرداخت یکجا از سوی نول به برتویا اجازه داد تا خود را منحصراً به مجسمه‌سازی اختصاص دهد. او در نهایت بیش از 50 مجسمه عمومی سفارشی تولید کرد که بسیاری از آنها قابل مشاهده هستند. در دهه 1960، او شروع به آزمایش مجسمه های صدادار از میله های عمودی بلند روی پایه های صاف کرد.
در اواخر دهه 1990، دخترش مجموعه بزرگی از آلبوم‌های اورجینال تقریباً سالم را پیدا کرد که در ملک او در پنسیلوانیا ذخیره شده بودند. اینها به عنوان اقلام کلکسیونی فروخته می شد. در سال 2015، این ضبط‌های Sonambient توسط Important Records به عنوان جعبه‌ای همراه با کتابچه‌ای از تاریخچه و عکس‌هایی که قبلا دیده نشده بود، دوباره منتشر شدند.مجسمه های صوتی همچنین در یک رکورد 1975 با عنوان "صدای مجسمه صدا" برجسته شده است.